# Лемеш Ніна Петрівна
Ніна Петрівна Лемеш (нар. 31 травня 1973, Носелівка, Чернігівська область, Україна) — українська біатлоністка, член збірної України з біатлону, заслужений майстер спорту України, призерка Чемпіонатів світу, Європи та Кубків світу з біатлону. Учасниця Олімпійських ігор в Наґано, Солт-Лейк-Сіті та Турині.
Екс-заступниця Міністра молоді та спорту України, Перша заступниця голови Чернігівської облради.

## Біографія
Ніна Лемеш народилася 31 травня 1973 р. у с. Носелівка, Борзнянського району Чернігівської області в багатодітній сім'ї. В професійному біатлоні з 1991 року, а до складу збірної була включена у 1995 році.
У 1992 році закінчила факультет фізичного виховання Чернігівського національного педагогічного університету імені Тараса Шевченка. Одружена, виховує дочку Анастасію та сина Артема.
Після завершення спортивної кар'єри у 2007 році Ніна Лемеш бере активну участь у діяльності НОК України, член Асоціації олімпійців України, з листопада 2013 року — відповідальний секретар Чернігівського відділення НОК України. В 2010—2011 рр. працювала коментаторкою біатлонних змагань на каналі Спорт-1. Активна учасниця Чернігівського клубу прихильників біатлону імені Андрія Дерезимлі. Призерка Всеукраїнської премії «Золота десятка українського біатлону», що проводилась на честь 45-річчя Федерації біатлону України.
7 грудня 2022 року обрана очільницею Чернігівського обласного відділення НОК на безальтернативній основі. За її обрання проголосували 50 членів обласного відділення, проти — 6.

## Спортивні досягнення

### Виступи на Олімпійських іграх
| Рік  | Місце проведення | Інд | Спр | Пр  | МС | Ест | ЗМ |
| 1998 | Наґано           |     | 21  |     |    |     |    |
| 2002 | Солт-Лейк-Сіті   |     | 47  | DNS |    | 10  |    |
| 2006 | Турин            |     | 50  | 41  |    | 11  |    |

### Виступи на чемпіонатах світу
| Рік  | Місце проведення         | Інд | Спр | Пр  | МС | Ест | ЗМ |
| 1995 | Антхольц-Антерсельва     | 26  | 22  |     |    | 5   |    |
| 1996 | Рупольдинг               |     |     |     |    | 2   |    |
| 1997 | Осрблі                   |     | 8   | 37  |    |     |    |
| 1998 | Поклюка Гохфільцен       |     |     | 43  |    |     |    |
| 1999 | Контіолахті Холменколлен | 27  | 16  | 19  | 11 | 5   |    |
| 2000 | Холменколлен             |     | 52  | LAP |    | 3   |    |
| 2001 | Поклюка                  |     | 17  | 18  |    | 3   |    |
| 2004 | Обергоф                  |     | 43  | 55  |    | 7   |    |
| 2005 | Гохфільцен               |     | 40  | 40  |    | 7   | 7  |
| 2007 | Антхольц-Антерсельва     |     | 45  | 35  |    |     |    |

### Кар'єра в Кубку світу
Вперше на кубку світу з біатлону Ніна Лемеш дебютувала у 8 грудня 1994 року в індивідуальній гонці в Бад-Гаштайн, де посіла 19 місце. Загалом на етапах кубка світу спортсменка здобула 3 золотих медалі, в тому числі у спринті, та 6 бронзових медалей у естафетних гонках.
Місця в загальному заліку кубку світу:
- 1995–1996 — 42-е місце
- 1997–1998 — 36-е місце (54 очка)
- 1998–1999 — 17-е місце (159 очок)
- 1999–2000 — 43-е місце (30 очок)
- 2000–2001 — 38-е місце (100 очок)
- 2001–2002 — 40-е місце (87 очок)
- 2004–2005 — 79-е місце (5 очок)
- 2006–2007 — 77-е місце (4 очка)

### Статистика стрільби
| № п/п | Сезон     | Загальна       | Індивідуальна гонка | Спринт       | Гонка переслідування | Мас-старт    | Естафета     |
| ----- | --------- | -------------- | ------------------- | ------------ | -------------------- | ------------ | ------------ |
| 1     | 1998-1999 | 78,6 (302/384) | 83,3 (50/60)        | 82,5 (66/80) | 83,1 (133/160)       | 70,0 (28/40) | 56,8 (25/44) |
| 2     | 1999-2000 | 76,8 (199/259) | 83,3 (50/60)        | 77,1 (54/70) | 71,3 (57/80)         | 0,0 (0/0)    | 77,6 (38/49) |
| 3     | 2000-2001 | 78,2 (201/257) | 75,0 (30/40)        | 76,3 (61/80) | 80,0 (80/100)        | 0,0 (0/0)    | 81,1 (30/37) |
| 4     | 2001-2002 | 75,5 (194/257) | 73,3 (44/60)        | 73,3 (44/60) | 76,7 (46/60)         | 75,0 (30/40) | 81,1 (30/37) |
| 5     | 2003-2004 | 62,7 (74/118)  | 0,0 (0/0)           | 80,0 (24/30) | 55,0 (33/60)         | 0,0 (0/0)    | 60,7 (17/28) |
| 6     | 2004-2005 | 64,8 (129/199) | 60,0 (24/40)        | 67,1 (47/70) | 65,0 (13/20)         | 0.0 (0/0)    | 65,2 (45/69) |
| 7     | 2005-2006 | 68,2 (131/192) | 75,0 (15/20)        | 66,7 (40/60) | 80,0 (32/40)         | 0,0 (0/0)    | 61,1 (44/72) |
| 8     | 2006-2007 | 83,3 (50/60)   | 0,0 (0/0)           | 82,5 (33/40) | 85,0 (17/20)         | 0,0 (0/0)    | 0,0 (0/0)    |

- Інформація з сайту biathlon.com.ua[7] та сайту IBU[2]